# Lokatchi
Lokatchi (en ukrainien : Локачі ; en russe : Локачи ; en polonais : Łokacze) est une commune urbaine et le centre administratif du raïon de Lokatchi, dans l'oblast de Volhynie, en Ukraine. Sa population s'élevait à 3 867 habitants en 2017.

## Géographie
Lokatchi se trouve à 26 km à l'est-sud-est de Volodymyr-Volynskyï, à 48 km à l'ouest de Loutsk, à 110 km au nord-nord-est de Lviv et à 417 km à l'ouest de Kiev.

## Histoire
En 1921, la population juive du village s'élève à 1 265 habitants. En 1937, elle s'élève à 1 790. En septembre 1939, après la signature du pacte germano-soviétique, la localité, comme l'ensemble de l'Ukraine occidentale, est envahie par l'Armée rouge, puis annexée par l'Union soviétique. L'armée allemande occupe Lokatchi en juin 1941. Un Judenrat est instauré. En novembre 1941, les juifs de la ville sont contraints de vivre dans un ghetto. Le ghetto est fermé en février 1942. De nombreuses personnes sont alors contraintes aux travaux forcés. Le 9 septembre 1942, la gendarmerie allemande et la police ukrainienne liquident le ghetto. Plus de 1 500 juifs sont assassinés sur place dans le cadre de la Shoah par balles.

## Population
Recensements (*) ou estimations de la population :
| 1959* | 1970* | 1979* | 1989* | 2001* | 2009  | 2010  |
| ----- | ----- | ----- | ----- | ----- | ----- | ----- |
| 2 786 | 2 596 | 3 385 | 4 118 | 4 101 | 3 964 | 3 970 |

| 2011  | 2012  | 2013  | 2014  | 2015  | 2016  | 2017  |
| ----- | ----- | ----- | ----- | ----- | ----- | ----- |
| 3 941 | 3 941 | 3 920 | 3 888 | 3 887 | 3 889 | 3 867 |